# Liste der Bourbaki-Seminare 1970 bis 1979
Die Liste der Bourbaki-Seminare 1970 bis 1979 enthält die Vorträge im Séminaire Nicolas Bourbaki von 1970 bis 1979.
Die Auflistung erfolgt gemäß den Jahrgangs-Bänden, in denen sie herausgegeben wurden, hier den Bänden 12 bis 21. Es gibt für den angegebenen Zeitraum Überschneidungen zu der vorherigen und nachfolgenden Liste (die Seminare sind bis Nr. 369 von 1969 und bis Nr. 548 von 1979, aber einem anderen Band zugeordnet).

## 1969–70
- 364 Marcel Berger Le théorème de Gromoll-Meyer sur les géodésiques fermées
- 365 Michel Demazure Motifs des variétés algébriques
- 366 Adrien Douady Prolongement de faisceaux analytiques cohérents (Travaux de Trautmann, Frisch-Guenot et Siu)
- 367 Pierre Eymard Algèbres {\displaystyle A_{p}} et convoluteurs de {\displaystyle L^{p}}
- 368 Jean-Pierre Serre Travaux de Baker
- 369 Michèle Vergne Sur les intégrales d'entrelacement de R. A. Kunze et E. M. Stein, d'après G. Schiffmann
- 370 Pierre Cartier Espaces de Poisson des groupes localement compacts, d'après R. Azencott
- 371 Jacques Dixmier Les algèbres hilbertiennes modulaires de Tomita, d'après Takesaki
- 372 Jacques Martinet Un contre-exemple à une conjecture d'E. Noether, d'après R. Swan
- 373 Valentin Poénaru Travaux de J. Cerf (isotopie et pseudo-isotopie)
- 374 Stephen Smale Stability and genericity in dynamical systems
- 375 Jacques Tits Groupes finis simples sporadiques
- 376 Pierre Deligne Travaux de Griffiths
- 377 Gabriel Mokobodzki Structure des cônes de potentiels
- 378 Nicole Moulis Variétés de dimension infinie
- 379 Jean-Pierre Schreiber Nombres de Pisot et travaux d'Yves Meyer
- 380 Jean-Pierre Serre p-torsion des courbes elliptiques, d'après Y. Manin
- 381 Roger Temam Approximation d'équations aux dérivées partielles par des méthodes de décomposition

## 1970–71
- 382 Yvette Amice Conjecture de Schanuel sur la transcendance d'exponentielles, d'après James Ax
- 383 Jean-Pierre Azra Relations diophantiennes et la solution négative du 10e problème de Hilbert, d'après M. Davis, H. Putnam, J. Robinson et I. Matiasevitch, (10. Hilbertproblem)
- 384 Pierre Lelong Valeurs algébriques d'une application méromorphe, d'après E. Bombieri
- 385 Michel Raynaud Compactification du module des courbes
- 386 Laurent Schwartz Produits tensoriels {\displaystyle g_{p}} et {\displaystyle d_{p}}, applications p-sommantes, applications p-radonifiantes
- 387 Gerrit van Dijk Harmonic analysis on reductive p-adic groups, after Harish-Chandra
- 388 Pierre Cartier: Problèmes mathématiques de la théorie quantique des champs
- 389 Pierre Deligne Travaux de Shimura
- 390 Claude Godbillon Problèmes d'existence et d'homotopie dans les feuilletages
- 391 Pierre Grisvard Résolution locale d'une équation différentielle, selon Nirenberg et Trèves
- 392 Valentin Poénaru Le théorème de S-cobordisme
- 393 Harold Rosenberg Feuilletages sur des sphères, d'après H. B. Lawson
- 394 Hyman Bass {\displaystyle K_{2}} des corps globaux, d'après J. Tate, H. Garland, ...
- 395 Jean Dieudonné La théorie des invariants au XIXe siècle
- 396 Friedrich Hirzebruch The Hilbert modular group, resolution of the singularities at the cusps and related problems
- 397 François Latour Chirurgie non simplement connexe, d'après C. T. C. Wall
- 398 Gérard Schiffmann Un analogue du théorème de Borel-Weil-Bott dans le cas non compact
- 399 Jean-Pierre Serre Cohomologie des groupes discrets

## 1971–72
- 400 Enrico Bombieri Simultaneous approximations of algebraic numbers, following W. M. Schmidt
- 401 Egbert Brieskorn Sur les groupes de tresses, d'après V. I. Arnol'd
- 402 Pierre Deligne Variétés unirationnelles non rationnelles, d'après M. Artin et D. Mumford
- 403 Jacques Deny Développements récents de la théorie du potentiel (Travaux de Jacques Faraut et de Francis Hirsch)
- 404 Adrien Douady Le théorème des images directes de Grauert, d'après Kiehl-Verdier
- 405 Luc Illusie Travaux de Quillen sur la cohomologie des groupes
- 406 Lionel Bérard-Bergery Laplacien et géodésiques fermées sur les formes d'espace hyperbolique compactes
- 407 Pierre Cartier: Géométrie et analyse sur les arbres
- 408 Max Karoubi Cobordisme et groupes formels, d'après D. Quillen et T. tom Dieck
- 409 Nicholas Katz Travaux de Dwork
- 410 Nicolaas Kuiper Sur les variétés riemanniennes très pincées
- 411 Bernard Malgrange Opérateurs de Fourier, d'après Hörmander et Maslov
- 412 André Haefliger Sur les classes caractéristiques des feuilletages
- 413 André Hirschowitz Le groupe de Cremona, d'après Demazure
- 414 Barry Mazur Courbes elliptiques et symboles modulaires
- 415 Alain Robert Formes automorphes sur {\displaystyle GL_{2}} (Travaux de H. Jacquet et R. P. Langlands)
- 416 Jean-Pierre Serre Congruences et formes modulaires, d'après H. P. F. Swinnerton-Dyer
- 417 Lucien Szpiro Travaux de Kempf, Kleiman, Laksov sur les diviseurs exceptionnels

## 1972–73
- 418 Pierre Cartier: Problèmes mathématiques de la théorie quantique des champs II : prolongement analytique
- 419 Claude Chevalley Théorie des blocs
- 420 Jean-Pierre Conze Le théorème d'isomorphisme d'Ornstein et la classification des systèmes dynamiques en théorie ergodique
- 421 Claude Godbillon Cohomologies d'algèbres de Lie de champs de vecteurs formels
- 422 Paul-André Meyer Le théorème de dérivation de Lebesgue par rapport à une résolvante, d'après G. Mokobodzki (1969)
- 423 Jean-Louis Verdier Indépendance par rapport à l des polynômes caractéristiques des endomorphismes de Frobenius de la cohomologie l-adique, d'après P. Deligne
- 424 Alain Chenciner Travaux de Thom et Mather sur la stabilité topologique
- 425 Jacques Dixmier Certaines représentations infinies des algèbres de Lie semi-simples
- 426 André Gramain Groupe des difféomorphismes et espace de Teichmüller d'une surface, d'après C. Earle et J. Eells
- 427 Michel Raynaud Construction analytique de courbes en géométrie non archimédienne, d'après David Mumford
- 428 Laurent Siebenmann L'invariance topologique du type simple d'homotopie, d'après T. Chapman et R. D. Edwards
- 429 T. A. Springer Caractères de groupes de Chevalley finis
- 430 Enrico Bombieri Counting points on curves over finite fields, d'après S. A. Stepanov
- 431 Pierre Cartier: Inégalités de corrélation en mécanique statistique
- 432 Jacques Chazarain Le problème mixte hyperbolique
- 433 Didier Dacunha-Castelle Contre-exemple à la propriété d'approximation uniforme dans les espaces de Banach, d'après Enflo et Davie
- 434 Harold Rosenberg Un contre-exemple à la conjecture de Seifert, d'après P. Schweitzer
- 435 Robert Steinberg Abstract homomorphisms of simple algebraic groups, after A. Borel and J. Tits

## 1973–74
- 436 Michael Atiyah The heat equation in riemannian geometry, after Patodi, Gilkey
- 437 Armand Borel Cohomologie de certains groupes discrets et laplacien p-adique, d'après H. Garland
- 438 Lawrence Breen Un théorème de finitude en K-théorie, d'après D. Quillen
- 439 Yves Colin de Verdière Propriétés asymptotiques de l'équation de la chaleur sur une variété compacte
- 440 Jean-Louis Koszul Travaux de S. S. Chern et J. Simons sur les classes caractéristiques
- 441 Tonny Albert Springer Relèvement de Brauer et représentations paraboliques de {\displaystyle GL_{n}(\mathbb {F} _{q})}, d'après G. Lusztig
- 442 Serge Alinhac Caractérisation d'espaces de fonctions analytiques et non quasi-analytiques sur une variété à bord, d'après M. Baouendi et C. Goulaouic
- 443 Michel Demazure Classification des germes à point critique isolé et à nombres de modules 0 ou 1, d'après V. I. Arnol'd
- 444 Pierre Gabriel Représentations indécomposables
- 445 Michel Kervaire Fractions rationnelles invariantes, d'après H. W. Lenstra
- 446 Jean-Pierre Serre Valeurs propres des endomorphismes de Frobenius, d'après P. Deligne
- 447 Michèle Vergne Représentations unitaires des groupes de Lie résolubles
- 448 Hyman Bass Libération des modules projectifs sur certains anneaux de polynômes
- 449 Joseph Le Potier Le problème des modules locaux pour les espaces {\displaystyle \mathbb {C} }-analytiques compacts, d'après A. Douady et J. Hubbard
- 450 Jacques Martinet Bases normales et constante de l'équation fonctionnelle des fonctions L d'Artin
- 451 Bernard Teissier Théorèmes de finitude en géométrie analytique, d'après Heisuke Hironaka
- 452 André Weil La cyclotomie jadis et naguère, (Kreisteilungskörper)

## 1974–75
- 453 Jean-François Boutot Frobenius et cohomologie locale, d'après R. Hartshorne et R. Speiser, M. Hochster et J. L. Roberts, C. Peskine et L. Szpiro
- 454 Pierre Cartier: Vecteurs différentiables dans les représentations unitaires des groupes de Lie
- 455 André Gramain Sphères d'homologie rationnelle, d'après J. Barge, J. Lannes, F. Latour et P. Vogel
- 456 Luc Illusie Cohomologie cristalline, d'après P. Berthelot
- 457 Gabriel Sabbagh Caractérisation algébrique des groupes de type fini ayant un problème de mots résoluble (théorème de Boone-Higman, travaux de B. H. Neumann et Macintyre)
- 458 Lucien Szpiro Cohomologie des ouverts de l'espace projectif sur un corps de caractéristique zéro, d'après A. Ogus
- 459 Jean-Michel Bony Polynômes de Bernstein et monodromie, d'après B. Malgrange
- 460 Jacques Chazarain Spectre des opérateurs elliptiques et flots hamiltoniens
- 461 François Combes Les facteurs de von Neumann de type III, d'après Alain Connes
- 462 Michel Demazure Démonstration de la conjecture de Mumford, d'après W. Haboush
- 463 Nessim Sibony Noyau de Bergman et applications biholomorphes dans des domaines strictement pseudo-convexes, d'après C. Fefferman
- 464 Jean-Louis Verdier Le théorème de Riemann-Roch pour les variétés algébriques éventuellement singulières, d'après P. Baum, W. Fulton et R. Macpherson
- 465 Enrico Bombieri A lower bound for the zeros of Riemann's zeta function on the critical line, following N. Levinson
- 466 Armand Borel Formes automorphes et séries de Dirichlet, d'après R. P. Langlands
- 467 Roger Godement De l'équation de Schrödinger aux fonctions automorphes
- 468 Jean-Louis Koszul Rigidité forte des espaces riemanniens localement symétriques, d'après G. D. Mostow
- 469 Barry Mazur, Jean-Pierre Serre Points rationnels des courbes modulaires {\displaystyle X_{0}(N)}
- 470 Paul-André Meyer Régularité des processus gaussiens, d'après X. Fernique

## 1975–76
- 471 Pierre Cartier: Les représentations des groupes réductifs p-adiques et leurs caractères
- 472 Jean-Michel Lemaire Le transfert dans les espaces fibrés, d'après J. Becker et D. Gottlieb
- 473 Joseph Le Potier Fibrés vectoriels et cycles d'ordre fini sur une variété algébrique non compacte
- 474 Henry P. McKean, Pierre van Moerbeke Sur le spectre de quelques opérateurs et les variétés de Jacobi
- 475 John W. Morgan The rational homotopy theory of smooth, complex projective varieties, following, Deligne, Griffiths, Morgan and Sullivan
- 476 Harold Rosenberg Les difféomorphismes du cercle, d'après M. R. Herman
- 477 Pierre Deligne Les difféomorphismes du cercle, d'après M. R. Herman
- 478 Serge Grigorieff Détermination des jeux boréliens et problèmes logiques associés, d'après D. Martin
- 479 Georges Poitou Minorations de discriminants, d'après A. M. Odlyzko
- 480 David Ruelle Formalisme thermodynamique
- 481 John Stallings Coherence of 3-manifold fundamental groups
- 482 Jacques Tits Travaux de Margulis sur les sous-groupes discrets de groupes de Lie
- 483 Michel Demazure Identités de MacDonald
- 484 Daniel Ferrand Les modules projectifs de type fini sur un anneau de polynômes sur un corps sont libres, d'après Quillen et Suslin
- 485 André Gramain Rapport sur la théorie classique des noeuds (1ère partie)
- 486 Alain Guichardet Représentations de {\displaystyle G^{X}} selon Gelfand et Delorme
- 487 Jean-Pierre Serre Représentations linéaires des groupes finis «algébriques», d'après Deligne-Lusztig
- 488 Michel Waldschmidt Les travaux de G. V. Čudnovskiĭ sur les nombres transcendants (Gregory Chudnovsky)

## 1976–77
- 489 Walter Borho Recent advances in enveloping algebras of semi-simple Lie-algebras (a report on work of N. Conze, J. Dixmier, M. Duflo, J. C. Jantzen, A. Joseph, W. Borho)
- 490 Johannes Jisse Duistermaat The light in the neighborhood of a caustic
- 491 William James Harvey Kleinian groups (a survey)
- 492 nicht gehalten
- 493 Michel Raynaud Faisceaux amples et très amples, d'après T. Matsusaka
- 494 Jacques Stern Le problème des cardinaux singuliers, d'après R. B. Jensen et J. Silver
- 495 Jean-Michel Bony Hyperfonctions et équations aux dérivées partielles, d'après M. Sato, T. Kawai et M. Kashiwara
- 496 Pierre Cartier: Spectre de l'équation de Schrödinger, application à la stabilité de la matière, d'après J. Lebowitz, E. Lieb, B. Simon et W. Thirring
- 497 Robert MacPherson The combinatorial formula of Gabrielov, Gelfand and Losik for the first Pontrjagin class
- 498 Mustapha Raïs Opérateurs différentiels bi-invariants, d'après M. Duflo
- 499 Robert Roussarie Constructions de feuilletages, d'après W. Thurston
- 500 Antonius van de Ven Some recent results on surfaces of general type
- 501 Francis Hirsch Opérateurs carré du champ, d'après J. P. Roth
- 502 Zvonimir Janko On the finite simple groups, according to Aschbacher and Gorenstein
- 503 Serge Lang Sur la conjecture de Birch-Swinnerton Dyerd'après J. Coates et A. Wiles
- 504 Paul Malliavin Travaux de H. Skoda sur la classe de Nevanlinna
- 505 Jacques Tits Groupes de Whitehead de groupes algébriques simples sur un corps, d'après V. P. Platonov et al.
- 506 Antonius van de Ven On the Enriques classification of algebraic surfaces

## 1977–78
- 507 Jean-Pierre Bourguignon Premières formes de Chern des variétés kählériennes compactes, d'après E. Calabi, T. Aubin et S. T. Yau
- 508 Michel Duflo Représentations de carré intégrable des groupes semi-simples réels
- 509 Jean-Claude Fournier Le théorème du coloriage des cartes (ex-conjecture de Heawood et conjecture des quatre couleurs) (Vierfarbensatz)
- 510 Paul Gérardin Changement du corps de base pour les représentations de {\displaystyle GL(2)}d'après R. P. Langlands, H. Saito et T. Shintani
- 511 Jean-Pierre Serre Points rationnels des courbes modulaires {\displaystyle X_{0}(N)}, d'après Barry Mazur
- 512 Jean-Louis Verdier Équations différentielles algébriques
- 513 Pierre Cartier: Logique, catégories et faisceaux, d'après Lawvere et Tierney
- 514 Nicolaas Kuiper Sphères polyédriques flexibles dans {\displaystyle E^{3}}, d'après Robert Connelly
- 515 François Latour Double suspension d'une sphère d'homologie, d'après R. Edwards
- 516 Jean-Louis Loday Homotopie des espaces de concordances, d'après F. Waldhausen
- 517 Geneviève Pourcin Fibrés holomorphes dont la base et la fibre sont des espaces de Stein
- 518 Jean-Paul Thouvenot La démonstration de Furstenberg du théorème de Szemerédi sur les progressions arithmétiques
- 519 Mireille Dechamps Courbes de genre géométrique borné sur une surface de type général, d'après F. A. Bogomolov
- 520 Jean-Marc Deshouillers Progrès récents des petits cribles arithmétiques, d'après Chen et Iwaniec
- 521 Kenneth McAloon Formes combinatoires du théorème d'incomplétude, d'après J. Paris et d'autres
- 522 Bernard Malgrange L'involutivité des caractéristiques des systèmes différentiels et microdifférentiels
- 523 Jean-Pierre Ramis Frobenius avec singularités, d'après B. Malgrange, J. F. Mattei et R. Moussu
- 524 Francis Sergeraert {\displaystyle B\Gamma }, d'après Mather et Thurston

## 1978–79
- 525 Bernard Helffer Propagation des singularités pour des problèmes aux limites, d'après R. B. Melrose, J. Sjöstrand
- 526 Hermann Karcher Report on M. Gromov's almost flat manifolds
- 527 Jean Lannes Un faux espace projectif réel de dimension, d'après Sylvain Cappell et Julius Shaneson
- 528 Yves Meyer Les nouvelles intégrales singulières de Calderón
- 529 Valentin Poénaru Travaux de Thurston sur les difféomorphismes des surfaces et l'espace de Teichmüller
- 530 Michael Schneider: Holomorphic vector bundles on {\displaystyle \mathbb {P} _{n}}.
- 531 Arnaud Beauville Géométrie des tissus, d'après S. S. Chern et P. A. Griffiths
- 532 Louis Monvel Nombre de valeurs propres d'un opérateur elliptique et polynôme de Hilbert-Samuel, d'après V. Guillemin
- 533 Pierre Cartier: Théorie de la diffusion pour l'équation de Schrödinger
- 534 Jean-François Méla Le calcul sur les caractères de l'algèbre {\displaystyle M(G)} et le problème „{\displaystyle \mu *L^{1}} fermé ?“, d'après les travaux de B. Host et F. Parreau
- 535 Joseph Oesterlé Travaux de Ferrero et Washington sur le nombre de classes d'idéaux des corps cyclotomiques
- 536 Laurent Siebenmann Amorces de la chirurgie en dimension quatre: un {\displaystyle S^{3}\times R} exotique, d'après Andrew H. Casson et Michael Freedman
- 537 Norbert A’Campo Sur la première partie du seizième problème de Hilbert
- 538 Daniel Bertrand Travaux récents sur les points singuliers des équations différentielles linéaires
- 539 Pierre Deligne Sommes de Gauss cubiques et revêtements de {\displaystyle SL(2)} , d'après S. J. Patterson
- 540 Robert Duncan Edwards Characterizing infinite dimensional manifolds topologically, after H. Torunczyk
- 541 Alain Guichardet Représentations de {\displaystyle G^{X}} (G compact) selon Verchik-Gelfand-Graiev et Ismagilov
- 542 Gilles Pisier De nouveaux espaces de Banach sans la propriété d'approximation, d'après A. Szankowski